# Роналд Нориш
 Роналд Джордж Рейфорд Нориш (на немски: Ronald George Wreyford Norrish) е британски химик, лауреат на Нобелова награда за химия от 1967 г.

## Биография
Нориш е роден в Кеймбридж на 9 ноември 1897 г. в семейството на фармацевт. Учи в Пърс и Еманюуел колидж в Кеймбридж.
Сражава се в Първата световна война във Франция, но е пленен. По-късно коментира с тъга, че много от съвременниците му и потенциални конкуренти в Кеймбридж не са оцелели войната. Сведенията сочат, че 2-ри лейтенант Нориш от кралската артилерия е изчезнал на 21 март 1918 г. През 1925 г. той се завръща в Еманюел колидж като научен сътрудник, а по-късно става ръководител на департамента по физикохимия към Кеймбриджкия университет. Там Нориш изследва в областта на фотохимията, използвайки източници на непрекъсната светлина (включително и небесни прожектори от войната). Нориш има късмета да работи с много надарени студенти и с тях провежда най-различни проучвания в областта на фотохимията и кинетиката, включително горенето и полимеризацията. През 1926 г. се жени за Ани Смит, която води лекции в Кардифския университет. Имат две дъщери.
Нориш е избран за член на Британското кралско научно дружество през 1936 г. През 1958 г. е награден с медал Дейви. В резултат от разработването на светкавичната фотолиза, Нориш е награден с Нобелова награда за химия през 1967 г. заедно с Манфред Айген и Джордж Портър за изучаването им на изключително бързите химични реакции. При тази техника, газова система в състояние на равновесие се подлага на кратко проблясване светлина, което предизвиква фотохимични реакции в газа. Второ проблясване се използва след това, за да се засекат и измерят промените, настъпили в газа, преди да се възстанови равновесието му отново. Едно от постиженията му е разработването на наречената в негова чест реакция на Нориш.
В Кеймбридж Нориш ръководи Розалинд Франклин, бъдеща изследователка на ДНК, с която влиза в известен конфликт. През 1963 г. Нориш е назначен за професор емеритус, но продължава да работи с индивидуални студенти и като съветник в промишлеността.
Нориш е чуждестранен член на Българската и на Полската академия на науките.
Умира на 7 юни 1978 г.